# Григоро-Бригадировка (Кобелякский район)
Григоро-Бригадировка (укр. Григоро-Бригадирівка) — село,
Григоро-Бригадировский сельский совет,
Кобелякский район,
Полтавская область,
Украина.
Код КОАТУУ — 5321881301. Население по переписи 2001 года составляло 629 человек.
Является административным центром Григоро-Бригадировского сельского совета, в который, кроме того, входят сёла
Мотрино и
Солошино.

## Географическое положение
Село Григоро-Бригадировка находится на левом берегу Каменского водохранилища,
выше по течению на расстоянии в 4 км расположено село Карповка (Кременчугский район),
ниже по течению на расстоянии в 2 км расположено село Солошино.
К селу примыкает лесной массив (сосна).

## История
- XVIII век — дата основания.

## Экономика
- ООО «Прогресс».

## Объекты социальной сферы
- Школа (филия 3 школы |-|| ступеней г. Горишние Плавни).
- Дом культуры.

## Религия
- Тимофеевская церковь (построена в начале XVIII века).